# USS Entemedor (SS-340)
El USS Entemedor (SS-340) fue un submarino clase Balao de la Armada de los Estados Unidos. Fue vendido a Turquía, donde prestó servicios entre 1972 y 1986 como TCG Preveze (S-345).
Fue construido por Electric Boat Co. en Groton, Connecticut. La puesta de quilla fue el 3 de febrero de 1944, la botadura el 17 de diciembre de 1944 y, el 6 de abril de 1945, el submarino entró en servicio, en el último año de la Segunda Guerra Mundial. El 24 de julio de 1945, sirvió de salvavidas durante ataques aéreos en la isla Marcus. Luego, y tras el cese de hostilidades, el Entemedor recaló en Saipán.
Tenía un desplazamiento estándar de 1840 toneladas, mientras que sumergido desplazaba 2445 toneladas. Tenía una eslora de 93,2 m, una manga de 8,2 m y un calado de 5,2 m. Estaba propulsado por tres motores diésel General Motors que reunían 4800 hp de potencia, y que trabajan en conjunto con dos motores eléctricos de 5400 hp.